# Combretum ndjoleense
Combretum ndjoleense är en tvåhjärtbladig växtart som beskrevs av C.C.H. Jongkind. Combretum ndjoleense ingår i släktet Combretum och familjen Combretaceae. Inga underarter finns listade i Catalogue of Life.